# Ludwig von Pastor
Ludwig von Pastor, född 31 januari 1854 i Aachen, död 29 september 1928 i Innsbruck, var en tysk romersk-katolsk historiker. 
Pastor blev 1886 extra ordinarie och 1887 ordinarie professor i historia vid Innsbrucks universitet och var därjämte från 1901 direktör för österrikiska historiska institutet i Rom. Han adlades 1908, blev friherre 1916 och österrikiskt sändebud i Vatikanen 1920.
Pastor var den romersk-katolske historikern Johannes Janssens andlige arvtagare – denne övertalade honom att lämna köpmansyrket för att bli historiker – och han reviderade delarna I–VI av dennes "Geschichte des deutschen Volkes" (1893–1897) samt utgav de vid Janssens död ofulländade delarna VII–VIII (många upplagor). I samband därmed redigerade han "Erläuterungen und Ergänzungen zu Janssens 'Geschichte des deutschen Volkes'" (nio band, 1898–1912) samt skrev en biografi över Janssen (1892). 
Pastors eget mest betydande arbete är hans på omfattande arkivstudier vilande, för romersk-katolsk uppfattning grundläggande och för påvepolitiken apologetiska Geschichte der Päpste seit dem Ausgang des Mittelalters, I-XVI (1886–1933; omfattar tiden 1477 till 1799, översatt till franska, engelska, italienska och spanska. 
Bland Pastors övriga skrifter kan ytterligare nämnas Zur Beurteilung Savonarolas (1898), August Reichensperger (två band, 1899), Leben des Freiherrn Max von Gagern (1910) samt urkundsamlingen "Ungedruckte Akten zur Geschichte der Päpste", I (för tiden 1376-1464; 1904). Dessutom utgav han urkundssamlingen "Allgemeine Dekrete der römischen Inquisition" (1912) samt de populära fältherrebiografierna Conrad von Hötzendorf (1916) och Generaloberst von Dankl (1916). En skildring av österrikiska historiska institutet i Rom under hans ledning 1901–1913 (av Ignaz Philipp Dengel) utkom 1914 som festskrift till Pastors 60-årsdag.